# Elezioni regionali in Liguria del 1975
Le elezioni regionali in Liguria del 1975 si tennero il 15-16 giugno.

## Risultati elettorali
| Liste                                                  | Voti      | %     | Seggi |
| ------------------------------------------------------ | --------- | ----- | ----- |
| Partito Comunista Italiano (PCI)                       | 500.395   | 38,37 | 16    |
| Democrazia Cristiana (DC)                              | 396.265   | 30,38 | 13    |
| Partito Socialista Italiano (PSI)                      | 175.655   | 13,47 | 5     |
| Partito Socialista Democratico Italiano (PSDI)         | 71.362    | 5,47  | 2     |
| Movimento Sociale Italiano - Destra Nazionale (MSI-DN) | 60.385    | 4,63  | 2     |
| Partito Liberale Italiano (PLI)                        | 51.629    | 3,96  | 1     |
| Partito Repubblicano Italiano (PRI)                    | 45.257    | 3,47  | 1     |
| Unità Popolare (UP)                                    | 3.292     | 0,25  | -     |
| Totale                                                 | 1.304.240 |       | 40    |

| Riepilogo dei seggi | Riepilogo dei seggi | Riepilogo dei seggi | Riepilogo dei seggi | Riepilogo dei seggi | Riepilogo dei seggi | Riepilogo dei seggi |
| ------------------- | ------------------- | ------------------- | ------------------- | ------------------- | ------------------- | ------------------- |
|                     |                     |                     |                     |                     |                     |                     |
| PCI                 | 16                  | ▲ 3                 |                     | PSI                 | 5                   | ▲ 1                 |
| PSDI                | 2                   | ▼ 1                 |                     | PRI                 | 1                   | ━                   |
| DC                  | 13                  | ▼ 1                 |                     | PLI                 | 1                   | ▼ 2                 |
| MSI-DN              | 2                   | ▲ 1                 |                     | PSIUP               | 0                   | ▼ 1                 |